# Muljava

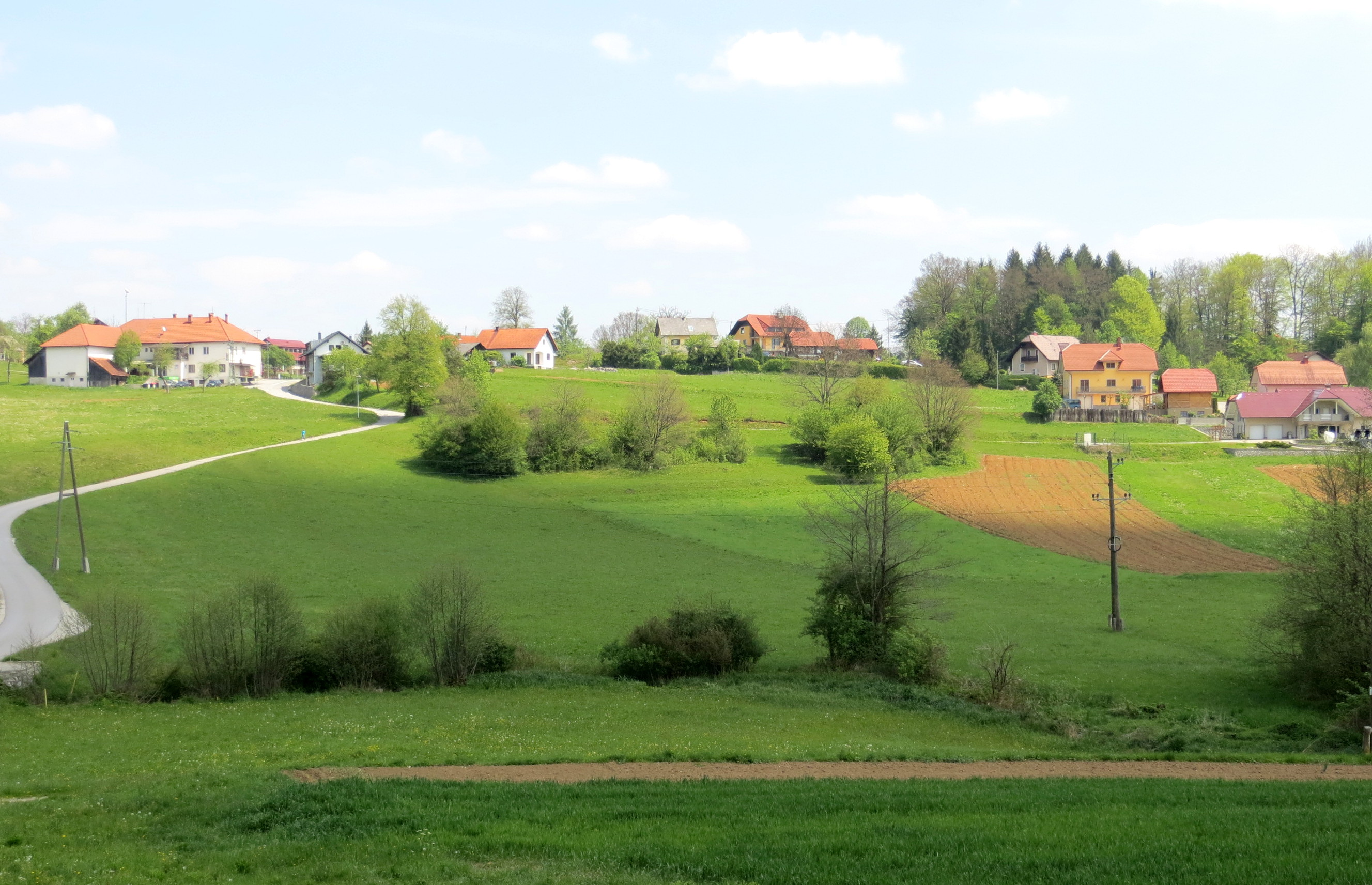
Muljava, Gemeinde Ivančna Gorica (2017)

Muljava (deutsch Mullau) ist ein von West nach Ost langgestrecktes Dorf auf dem Gebiet der slowenischen Gemeinde Ivančna Gorica, 35 Kilometer östlich von Ljubljana und ca. 6 km südlich vom Kloster Stična entfernt, unweit südlich von Gorenja vas gelegen. Postalisch (Postleitzahl: SLO 1295) und verwaltungstechnisch gehört es zur Gemeinde Ivančna Gorica.

## Geschichte
Muljava erscheint als Mullau oder auch Müllau in frühen Urbaren des Klosters Sittich. Auch bei Valvasor kommt in seiner Schilderung des Klosters Sittich der Name Mullau vor, allerdings vom Druckteufel in Mulara verwandelt.

## Sehenswürdigkeiten
Am westlichen Ende des Ortes steht das Geburtshaus des slowenischen Schriftstellers und Erzählers Josip Jurčič (1840–1881). Es wurde im Jahre 1826 von dessen Großvater erbaut. Das Haus ist in der ursprünglichen Form erhalten geblieben und gilt als ein kostbares Zeugnis alter slowenischer Bauernarchitektur. Am Haus, das als ethnographisches Museum eingerichtet ist, ist eine Gedenktafel angebracht, die an Jurčič erinnert. Im Tal hinter dem Haus werden in den Sommermonaten im Freilichttheater vom einheimischen Theaterverein jährlich Aufführungen aus Jurčičs Werken dargeboten.
Im Ostteil des Ortes steht eine kleine gotische Kirche device Marije Vnebovzete (der Jungfrau Mariä Himmelfahrt) mit einem Friedhof. Beides ist umgeben von einer niedrigen Rundmauer. Josip Jurčič beschreibt beides in seiner Erzählung Jurij Kozjak – slovenski Janičar (Georg von Kosiack – der slowenische Janitschtare) in Anlehnung an ein authentisches Ereignis, als im Jahre 1475 am 25. April, dem Tag des Markus Evangelist ein Trupp türkischer Reiter unerwartet in Muljava auftauchte und die dort zur Prozession versammelte Menge überraschte.